# 2011 à Terre-Neuve-et-Labrador
Chronologie de Terre-Neuve-et-Labrador
- 2007
- 2008
- 2009
- 2010
- 2011
- 2012
- 2013
- 2014
- 2015

Cette page concerne des événements survenus en 2011 dans la province canadienne de Terre-Neuve-et-Labrador.

## Politique
- Premier ministre : Kathy Dunderdale
- Chef de l'Opposition :
- Lieutenant-gouverneur : John Crosbie
- Législature :

## Événements
- 15 février : le candidat du Parti progressiste-conservateur Vaughn Granter (en) remporte la victoire de l'élection partielle de Humber-Ouest (en) avec 2109 votes et 63 % du vote contre Mark Watton du Parti libéral avec 1097 votes et 33 % du vote et Rosie Myers du NPD avec 112 votes et 3 % du vote[1].

- 11 octobre : élection générale au Terre-Neuve-et-Labrador.